# Bromelina oliola
Bromelina oliola är en spindelart som beskrevs av Antonio D. Brescovit 1993. Bromelina oliola ingår i släktet Bromelina och familjen spökspindlar. Inga underarter finns listade.